# Crête Ishpatina
La crête Ishpatina (anglais : Ishpatina Ridge) est le point culminant de l'Ontario. Avec un sommet s'élevant à 693 m d'altitude, elle ne dépasse la tour CN à Toronto que de 140 m en hauteur.
La crête est située au sud-ouest du parc provincial Lady Evelyn-Smoothwater, à cheval entre les districts de Sudbury et de Timiskaming.
La tour à feu Ellis est située au sommet de la crête.

## Toponymie
Ishpatina provient de l'ojibwé Ishpatina qui signifie « la plus haute colline ». Quand il est déterminé dans les années 1970 que la montagne est la plus haute de la province, il est suggéré de donner à la montagne le nom de mont Coleman, du nom d'un géologue ontarien. La commission des noms géographiques de l'Ontario préfère utiliser un nom local.